# Synagoge (Bad Hersfeld)

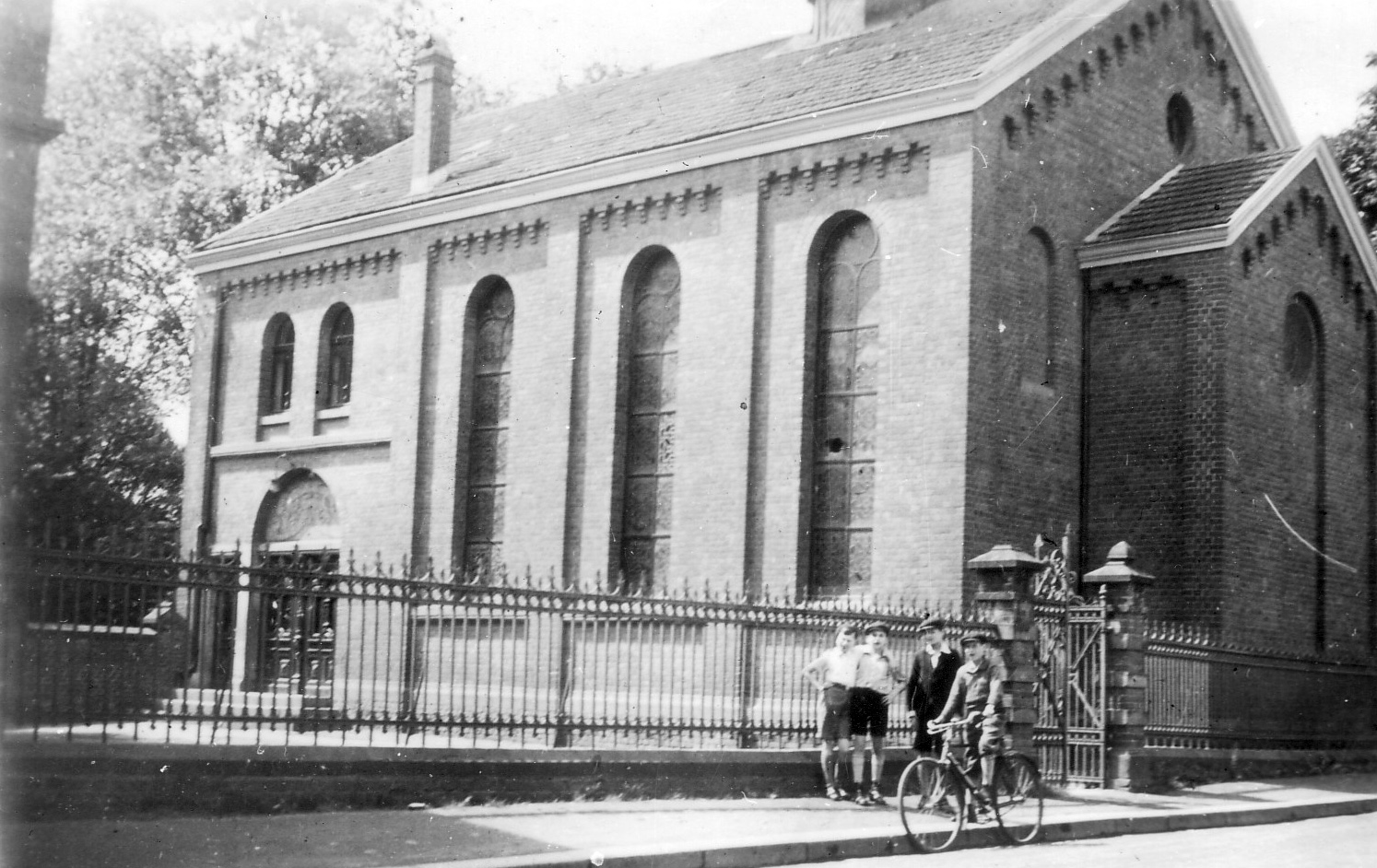
Blick auf die Südseite der Synagoge in Bad Hersfeld (um 1920)

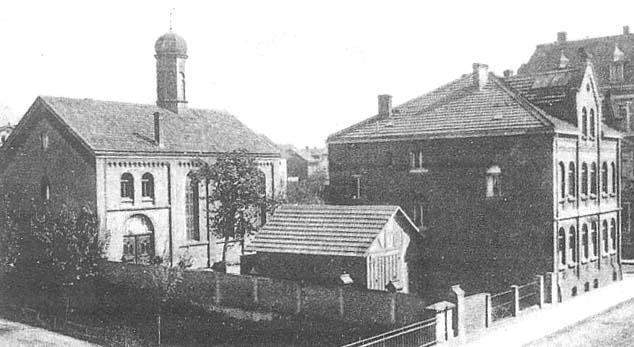
Synagoge (links) und das zwei Jahre später erbaute Schulhaus für die seit 1877/78 bestehende jüdische Elementarschule und die Mikwe

Die Synagoge in Bad Hersfeld, der Kreisstadt des Landkreises Hersfeld-Rotenburg im Nordosten von Hessen, wurde 1895/96 erbaut und beim Novemberpogrom 1938 zerstört. Die Synagoge stand an der damaligen Kaiserstraße (heute Dudenstraße), Ecke Vogelgesang (an der heutigen Hausnummer Vogelgesang 3).

## Beschreibung
An der Südseite der Synagoge befanden sich drei hohe Rundbogenfenster. Neben dem großen Portal war die Tür zum Aufgang zur Frauenempore. Die Frauenempore wurde von zwei kleinen Rundbogenfenstern mit Tageslicht erhellt.
Der Vorbau an der Ostseite der Synagoge enthielt im Inneren den Toraschrein mit den Torarollen.

## Geschichte
Im November 1924 wurde in die Synagoge eingebrochen und die rituellen Gegenstände wurden geschändet. Die Täter wurden gefasst und zu mehrmonatigen Gefängnisstrafen verurteilt.
Am Abend des 8. November 1938 zogen randalierende Nationalsozialisten durch Bad Hersfeld und misshandelten jüdische Bürger. Die Fenster ihrer Wohnungen und Ladengeschäfte wurden eingeschlagen. Ebenso wurden die Fenster der jüdischen Schule eingeworfen, die Inneneinrichtung und die Mikwe (rituelles Bad) wurden vollständig zerstört. Die Synagoge wurde angezündet und brannte bis auf die Außenmauern nieder. Die Feuerwehr schützte nur die Nachbarhäuser.

## Gedenken
Das Synagogengrundstück wurde in der Nachkriegszeit neu bebaut. Eine Gedenkstätte zur Erinnerung an die Synagoge befindet sich gegenüber dem Synagogengrundstück an der Stadtmauer.